# DVD-RAM
DVD-RAM (Bộ nhớ truy cập ngẫu nhiên DVD) là một đặc điểm kỹ thuật của đĩa dựa trên DVD được Diễn đàn DVD trình bày vào năm 1996, chỉ định phương tiện DVD-RAM có thể ghi lại và các đầu ghi DVD thích hợp. Phương tiện DVD-RAM đã được sử dụng trong máy tính cũng như máy quay phim và máy quay video cá nhân từ năm 1998. Vào tháng 5 năm 2019, Panasonic, nhà sản xuất đĩa DVD-RAM duy nhất còn lại, đã thông báo rằng họ sẽ ngừng sản xuất phương tiện DVD-RAM vào cuối tháng đó, với lý do chính là nhu cầu giảm.Panasonic đã sản xuất đĩa dưới thương hiệu riêng của mình và cũng dưới thương hiệu Verbatim.

## Bảng tốc độ đọc và truyền dữ liệu của đĩa DVD-ROM
| Tốc độ trên nhãn (DVD-ROM) (Max, nếu CAV)                                                                    | Thời gian đọc đĩa DVD một lớp (nếu CLV) | Thời gian đọc đĩa DVD hai lớp (nếu CLV) | Tốc độ truyền dữ liệu (Max. Nếu CAV) | Tốc dộ đọc thực tế DVD nhỏ nhất nếu CAV) | Tốc độ truyền dữ liệu nhỏ nhất nếu CAV | Tốc độ đọc thực tế nếu CAV | Tốc độ truyền dữ liệu thực tế nếu CAV | Vận tốc dài lớn nhất | Vận tốc dài lớn nhất | Tốc độ quay đĩa một lớp (Nhỏ nhất nếu CLV; lớn nhất nếu CAV) | Tốc độ quay đĩa một lớp (Max. Nếu CLV) | Ứng với tốc độ thông thường đĩa CD-ROM |
| X | (phút)                                  | (phút)                                  | (Bps)                                | X                                        | (Bps)                                  | X                          | (Bps)                                 | (m/sec)              | (mph)                | (rpm)                                                        | (rpm)                                  | X                                      |
| --- | --------------------------------------- | --------------------------------------- | ------------------------------------ | ---------------------------------------- | -------------------------------------- | -------------------------- | ------------------------------------- | -------------------- | -------------------- | ------------------------------------------------------------ | -------------------------------------- | -------------------------------------- |
| 1x | 56,5                                    | 51,4                                    | 1.384.615                            | 0,4x                                     | 553.846                                | 0,7x                       | 969.231                               | 3,5                  | 7,8                  | 570                                                          | 1.515                                  | 2,7x                                   |
| 2x | 28,3                                    | 25,7                                    | 2.769.231                            | 0,8x                                     | 1.107.692                              | 1,4x                       | 1.938.462                             | 7,0                  | 15,6                 | 1.139                                                        | 3.030                                  | 5,4x                                   |
| 4x | 14,1                                    | 12,8                                    | 5.538.462                            | 1,7x                                     | 2.353.846                              | 2,9x                       | 3.946.154                             | 14,0                 | 31,2                 | 2.279                                                        | 6.059                                  | 11x                                    |
| 6x | 9,4                                     | 8,6                                     | 8.307.692                            | 2,5x                                     | 3.461.538                              | 4,3x                       | 5.884.615                             | 20,9                 | 46,8                 | 3.418                                                        | 9.089                                  | 16x                                    |
| 8x | 7,1                                     | 6,4                                     | 11.076.923                           | 3,3x                                     | 4.569.231                              | 5,7x                       | 7.823.077                             | 27,9                 | 62,5                 | 4.558                                                        | 12.119                                 | 21x                                    |
| 10x | 5,7                                     | 5,1                                     | 13.846.154                           | 4,1x                                     | 5.676.923                              | 7,1x                       | 9.761.538                             | 34,9                 | 78,1                 | 5.697                                                        | 15.149                                 | 27x                                    |
| 12x | 4,7                                     | 4,3                                     | 16.615.385                           | 5,0x                                     | 6.923.077                              | 8,5x                       | 11.769.231                            | 41,9                 | 93,7                 | 6.836                                                        | 18.178                                 | 32x                                    |
| 16x | 3,5                                     | 3,2                                     | 22.153.846                           | 6,6x                                     | 9.138.462                              | 11,3                       | 15.646.154                            | 55,8                 | 124,9                | 9.115                                                        | 24.238                                 | 43x                                    |
| 20x | 2,8                                     | 2,6                                     | 27.692.308                           | 8,3x                                     | 11.492.308                             | 14,2                       | 19.592.308                            | 69,8                 | 156,1                | 11.394                                                       | 30.297                                 | 54x                                    |
| 24x | 2,4                                     | 2,1                                     | 33.230.769                           | 9,9x                                     | 13.707.692                             | 17,0                       | 23.469.231                            | 83,8                 | 187,4                | 13.673                                                       | 36.357                                 | 64x                                    |
| 32x | 1,8                                     | 1,6                                     | 44.307.692                           | 13,2x                                    | 18.276.923                             | 22,6                       | 31.292.308                            | 111,7                | 249,8                | 18.230                                                       | 48.476                                 | 86x                                    |
| 40x | 1,4                                     | 1,3                                     | 55.384.615                           | 16,6x                                    | 22.984.615                             | 28,3                       | 39.184.615                            | 139,6                | 312,3                | 22.788                                                       | 60.595                                 | 107x                                   |
| 48x | 1,2                                     | 1,1                                     | 66.461.538                           | 19,9x                                    | 27.553.846                             | 34,0                       | 47.007.692                            | 167,5                | 374,7                | 27.345                                                       | 72.714                                 | 129x                                   |
| 50x | 1,1                                     | 1,0                                     | 69.230.769                           | 20,7x                                    | 28.661.538                             | 35,4                       | 48.946.154                            | 174,5                | 390,3                | 28.485                                                       | 75.743                                 | 134x                                   |
| Chú thích: CAV (Constant Angular Velocity): Vận tốc góc không thay đổi. CLV: (Constant Linear Velocity): Vận |                                         |                                         |                                      |                                          |                                        |                            |                                       |                      |                      |                                                              |                                        |                                        |